# ポルシェ・911 GT2
ポルシェ・911 GT2は、ポルシェ・911シリーズでターボエンジンを搭載した高性能モデルである。ポルシェ・911ターボをベースにツインターボを使用し、エンジンのアップグレード、ブレーキの大型化、サスペンションのキャリブレーションの強化など、多数のアップグレードが特徴。GT2は、911ターボの全輪駆動ではなく後輪駆動を使用し、内部コンポーネントを削減し、911ターボよりも大幅に軽量化されている。その結果、GT2（現在のGT2 RS）は、911ラインナップの中で最も高価で最速のモデルである。

## ロードカー

### 993型

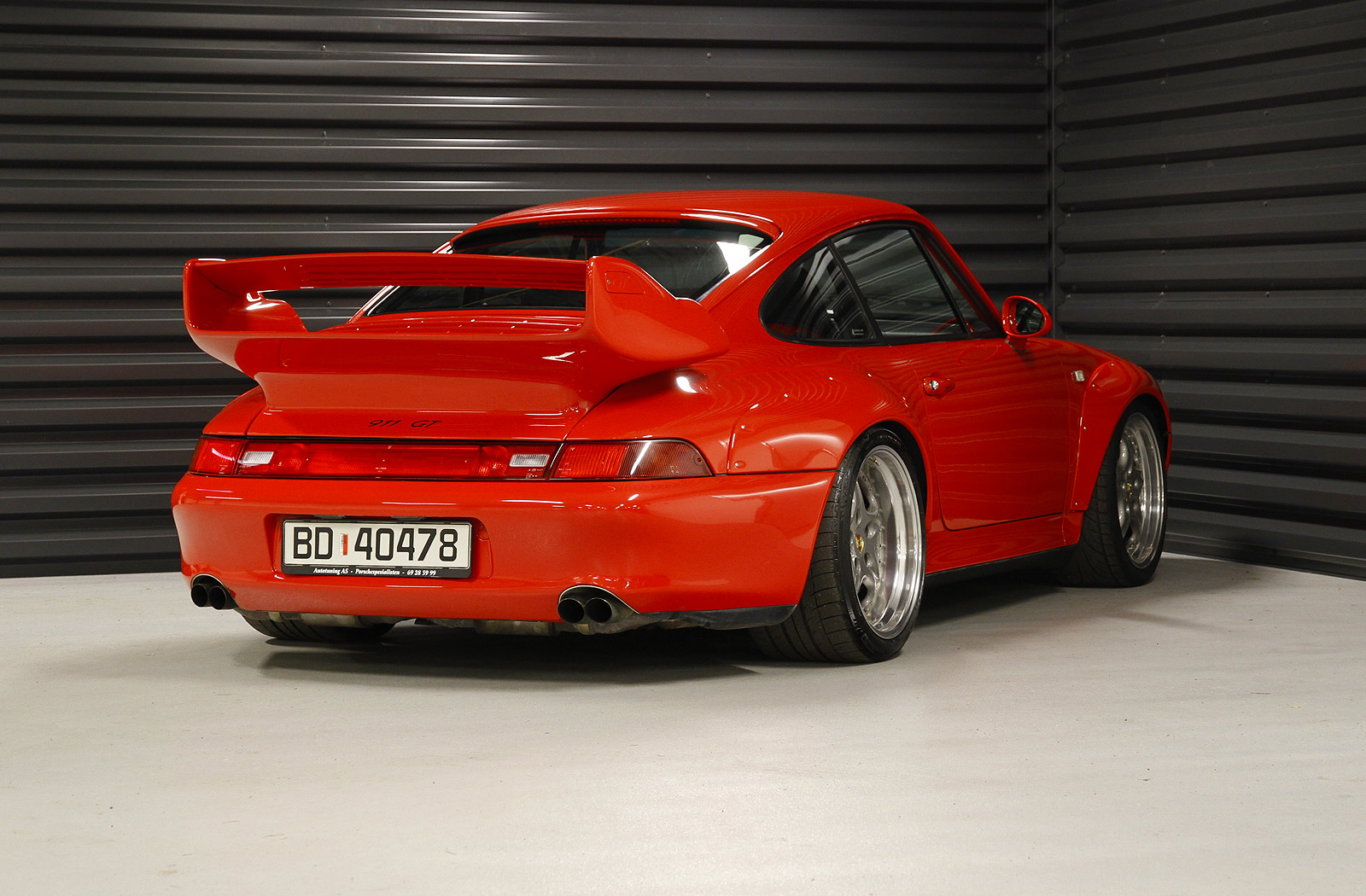
リア

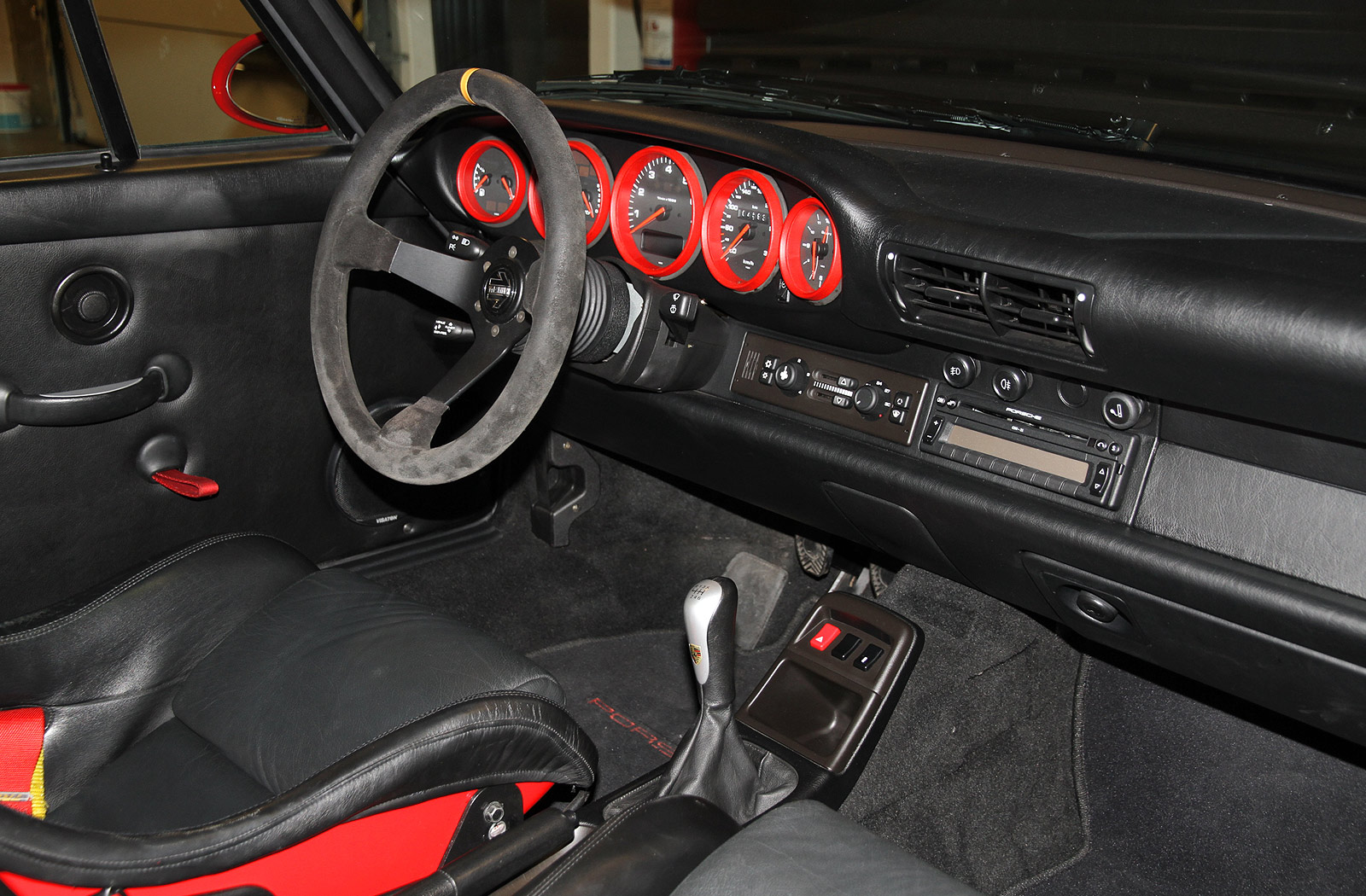
インテリア

993 GT2は当初、ル・マン24時間レースやFIA GT選手権のGT2クラスのホモロゲーションを満たすために製造された。車はGT2クラスの規制を満たすように製造されている為、ロードカーはそれに応じて名前が付けられた（ただし、911 GTとしてバッジが付けられている）。 993 GT2は、幅広のプラスチックフェンダーと、ストラットにエアスクープを備えた大型のリアウィングを備え、エンジンの冷却を改善した。993 GT2はオリジナル3.6Lエンジンで、430馬力を発生、1998年には450馬力にアップグレードされた。57台のロードカーが製造された（そのうち13台は右ハンドル車）。

### 996型

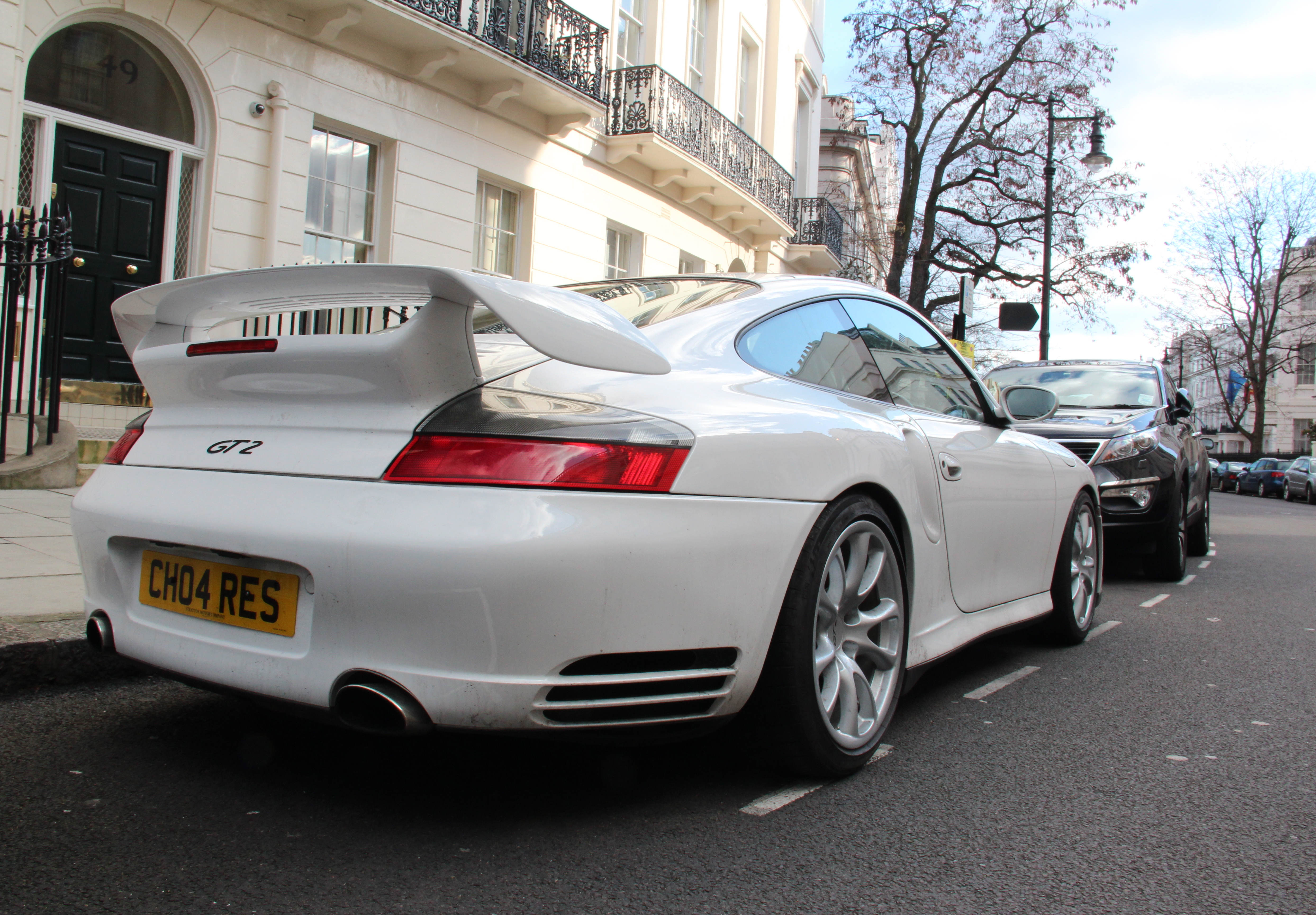
リア

1999年に996型へフルモデルチェンジ。モータースポーツへは自然吸気エンジンの911 GT3 Rで参戦することになったため、ロードカーとして開発された。GT3の水平対向6気筒エンジンにツインターボを搭載し、462馬力を発生。その後483馬力にパワーアップした。993 GT2と同様に、996 GT2のボディは他の996とは大幅に異なっていた。主な違いは、より広いフェンダー、よりアグレッシブな形状のノーズ、そして大きなリアウィングがあった。カー・アンド・ドライバー誌が実施した路上テストによると、GT2はほとんどターボラグに悩まされていない。 911ターボから車高が10mm減少したにもかかわらず、後部ウイングが固定されているため、抗力係数はわずかに高くなっている（ターボの0.33に対して0.34Cd）。

### 997型

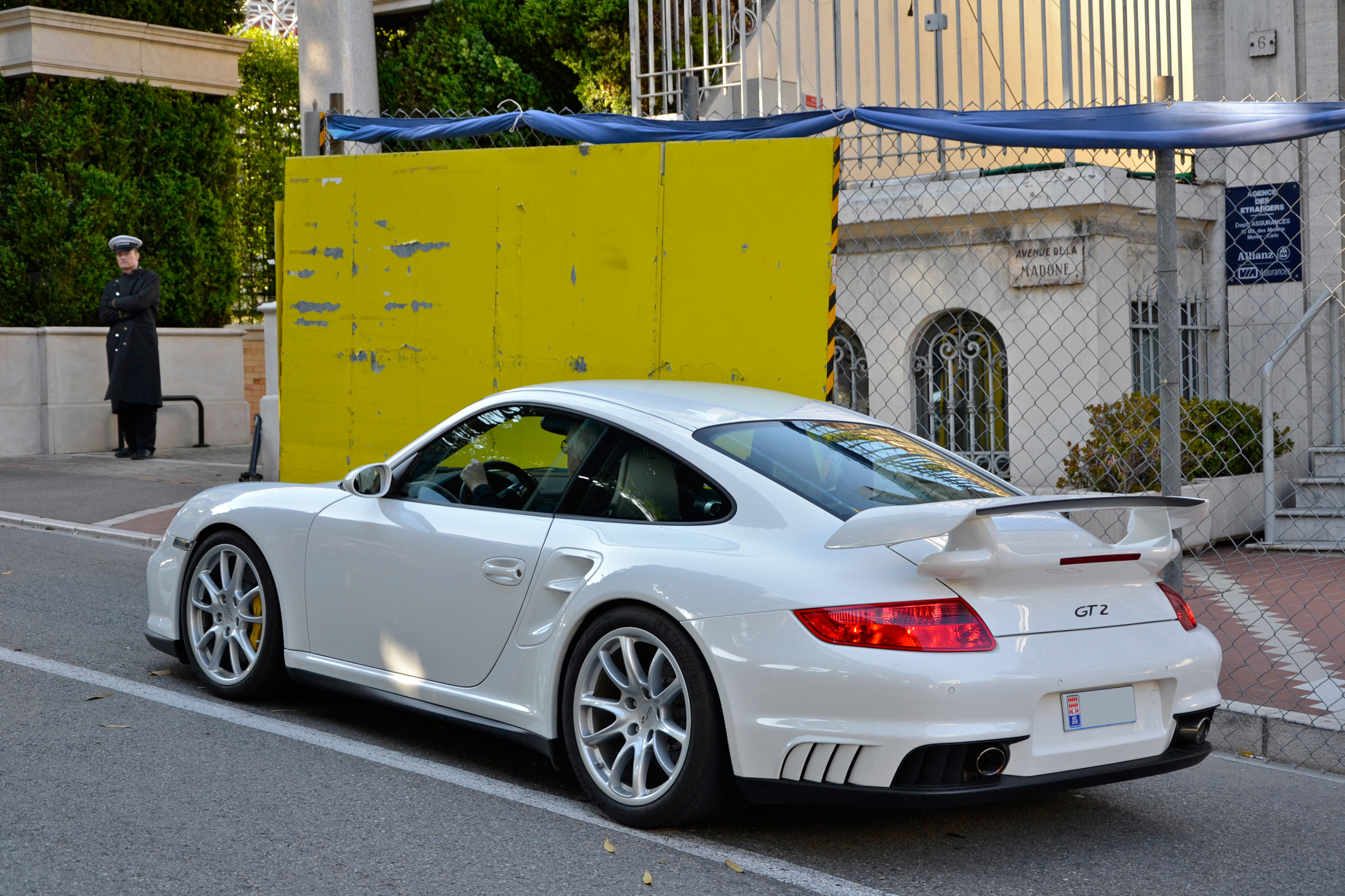
リア

997 GT2は2007年、第62回フランクフルトモーターショーでの正式発表後、2007年11月に発売となった。
3.6 L水平対向6気筒ターボエンジンを搭載し、2つの可変ジオメトリターボチャージャーを備える。最大出力530 PS/6,500rpm、最大トルクは680 N⋅m (502 lb⋅ft)/2,200rpm。GT2は0-100km/h（62mph）加速は3.6秒で、200km/h（124mph）までは10.6秒。最高速は204マイル毎時 (328 km/h) 。これにより、1998年にフランス西部自動車クラブ（ACO）のホモロゲーションを満たすために20台のみがストリート用に製造された911 GT1を除き、322 km/h (200 mph)を超える3番目のポルシェロードカーとなった。
アメリカの自動車雑誌モータートレンドは、2008年の911GT2をテストし、0-60mph（97 km/h）の加速3.3秒を達成した。
997 GT2の外観は、その姉妹車である997ターボとは異なる。改良されたフロントリップ、両側に2つの小さな吸気口を備えた新設計のリアウィング、アクラポビッチ社製チタン製エキゾーストパイプとシャークフィンを備えた改良されたリアバンパーを備えた。

ドイツのポルシェテストドライバー、ヴァルター・ロールは、997 GT2で7分32秒でニュルブルクリンク北コースをラップした。

#### 997 GT2 RS

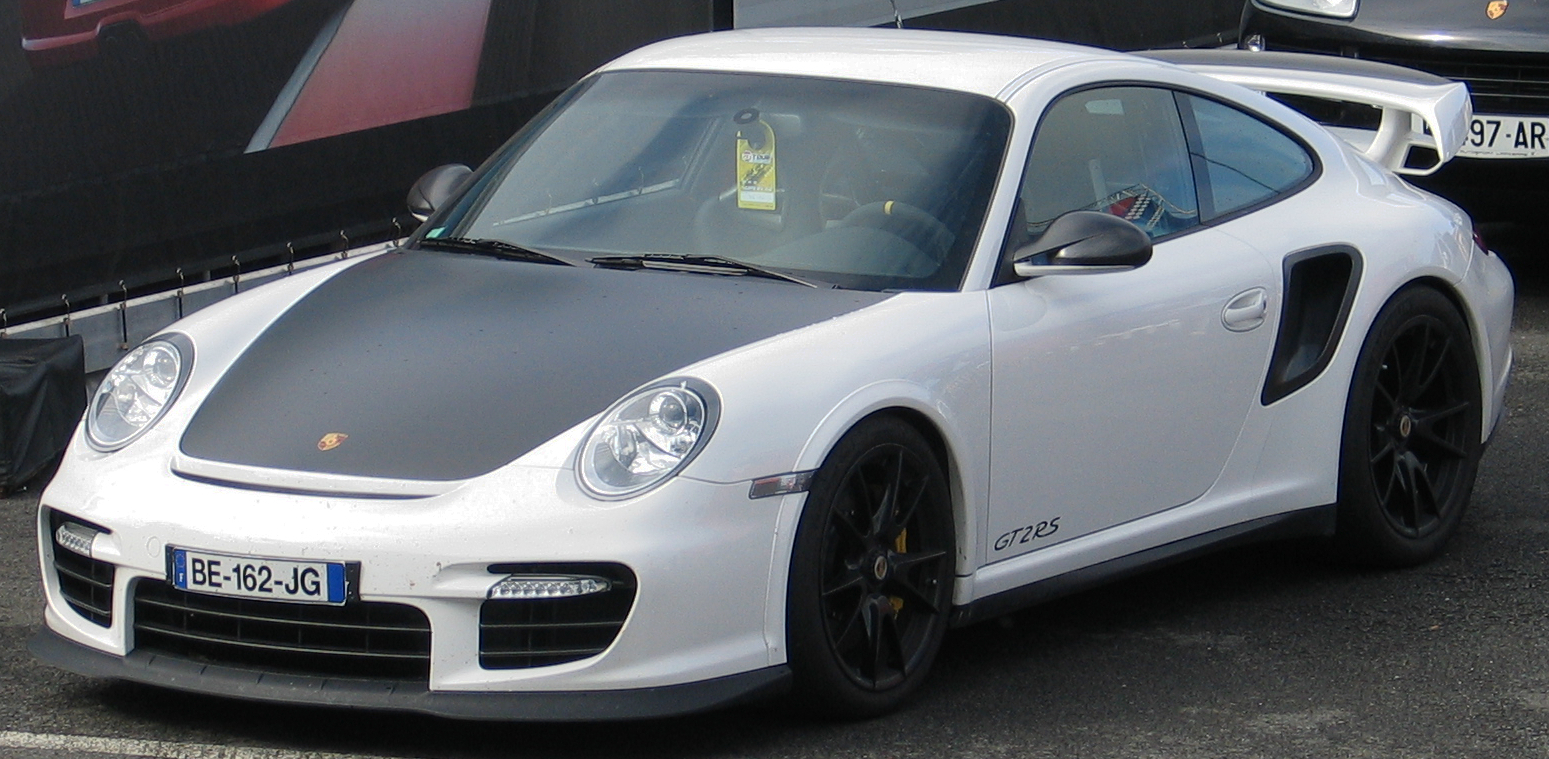
2010 997 GT2 RS

2010年5月4日、GT2 RSがドイツで発表された。エンジンは最大出力456kW（620 PS）、700N⋅mのトルクを発生する。車重はGT2より70kg軽量化され、最高速は330 km/h (205 mph)、および0〜100km/h（62mph）加速は3.5秒。

当時のポルシェモータースポーツマネージャーのアンドレアス・プレウニンガーによると、RSは2007年頃にスカンクワークスの取組として考案された。プロジェクト用に選択された727のコード番号は、ニュルブルクリンクの日産・GT-Rのラップタイムを1つの指標にしている。ポルシェはテストドライバーのティモ・クラックがおそらく9秒そのターゲットを上回ったと主張した（ラップタイム7分18秒）。世界で997 GT2 RSは500台しか生産されなかった。

### 991型

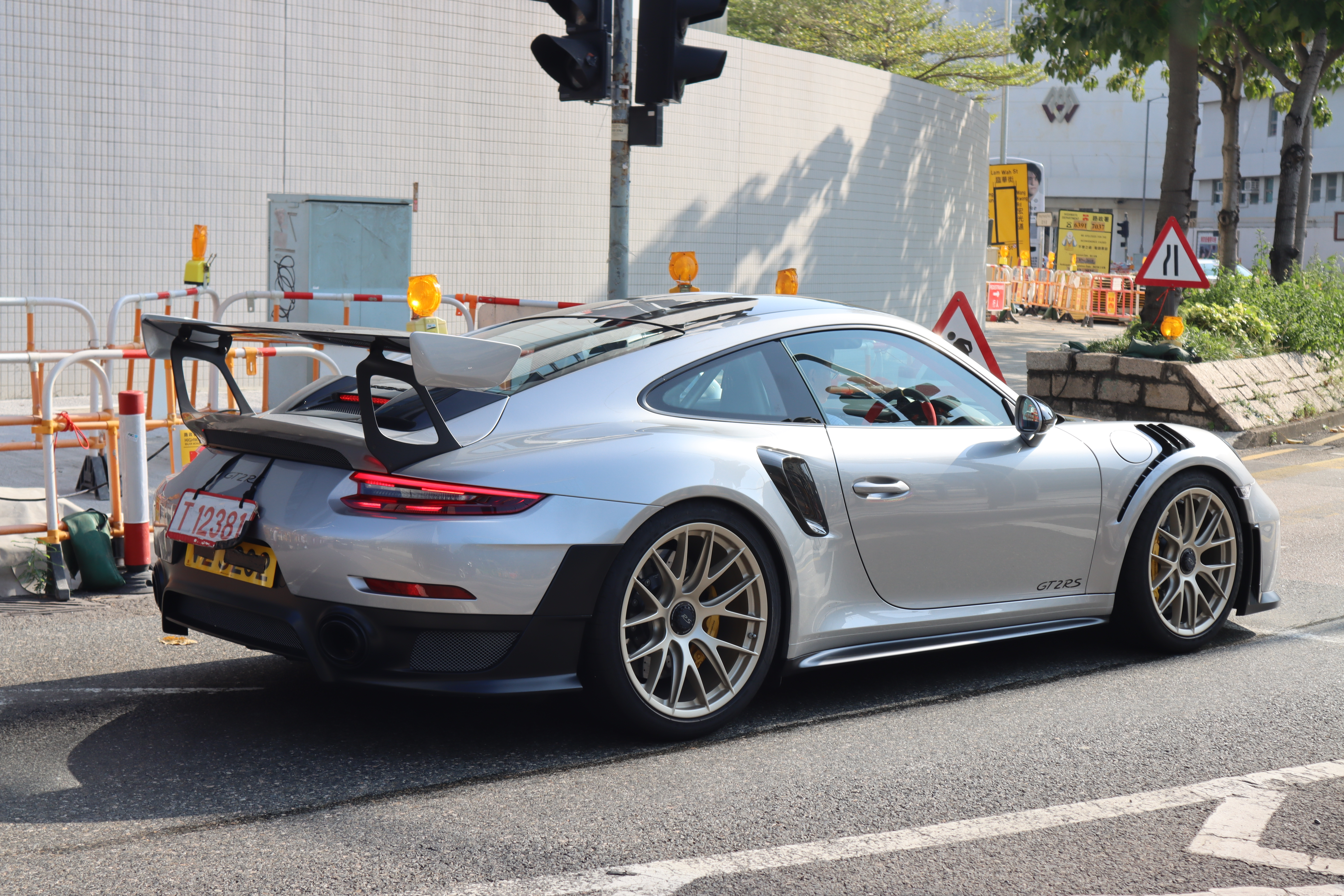
リア

991 GT2 RSは、Xbox 2017 E3ブリーフィングで最初に発表され、Forza Motorsport 7ビデオゲームの発表とともに、カバーカーとして公開され、プレイ可能な車両として含まれていた。
この車は、911ターボSエクスクルーシブシリーズの発表とともに、2017年のグッドウッド・フェスティバル・オブ・スピードで正式に発売された。991 GT2 RSは3.8L水平対向6気筒ツインターボエンジンを搭載。最高出力は515 kW（700 PS）/7,000rpm、最大トルクは750 N⋅m (553 lb⋅ft)で、これまでに製造された中で最も強力な911になる。以前のGT2とは異なり、この車には7速PDKが装備されており、エンジンから発生する過剰なトルクを処理する。ポルシェは0-97km/h（0-60mph）加速2.7秒、最高速は340 km/h (211 mph) と公表している。
マグネシウム製のルーフ、フロントリッド、カーボンファイバー製のフロントスポイラーとリアウィング、トランクリッド、軽量ポリウレタン製のフロントエプロンとリアエプロン、ポリカーボネート製のリアウィンドウとサイドウィンドウ、チタン製のエキゾーストシステムを備えている。車重は1,470 kg (3,241 lb) 。
カーボンファイバーとチタンパーツを追加使用して、30キログラム (66 lb)軽量化するヴァイザッハパッケージがオプションで利用可能である。この場合、ルーフ、アンチロールバーおよび両方の車軸のカップリングロッドがカーボンファイバー製、ロールケージはチタン製となる。パッケージにはマグネシウムホイールのセットも含まれる。
2018年の初めから米国で発売された。当初は1,000台の生産を計画した。また生産は2019年2月までに終了する予定だったが、2019年3月に輸送していたグランデ・アメリカ船が沈没したため、ブラジルへの輸送中に4台が失われた。ポルシェは、本モデルの生産ラインを再稼働させ、無事4台をブラジルのオーナーに納品した。
2017年9月下旬、ポルシェのテストドライバーであるラーズ・カーンがドライブする911 GT2 RSは、ニュルブルクリンク北コースで6分47秒25のラップタイムを記録し、平均速度は184.11 km/h (114.40 mph) だった。これは当時記録された最速の量産市販車のラップタイムになった。
2018年、GT2 RS（ヴァイサッハパッケージなし）でウォーレン・ルフが、7.77 kmのGTレイアウトで3:24.079のラップタイムでベンドモータースポーツパークで最速の市販車ラップレコードを記録した。
2018年10月25日、ニュルブルクリンク北コースでマンタイ・レーシングが作成した911 GT2 RS MRで、ラーズ・カーンによって6分40秒33のラップタイムを記録した。
2021年6月14日、ニュルブルクリンク北コース（フルコース20.832km）で、純正の「マンタイパフォーマンスキット」を装着したGT2 RSで、ラーズ・カーンによって6分43秒300を記録し、メルセデスAMG・GT ブラックシリーズの記録を4.747秒短縮して量産市販車レコードを奪還した。

#### GT2 RS クラブスポーツ
2018年、LAオートショーで発表されたGT2 RS クラブスポーツは、GT2 RSのサーキット専用モデル。新たな空力要素は車のダウンフォースを増加させ、さらなるコンポーネントの除去で軽量化した。注目すべき外観の変更には、911GT3 Rと共有されるカーボンファイバー製の大型リアウィング、統合されたLEDデイタイムランニングライトを備えた大型のフロントエアインテーク、クラッシュ時のエスケープハッチを備えたカーボンファイバールーフ、カーボンファイバー製のエンジンカバーとボンネット、レース用燃料タンク、新しいレースエキゾーストシステムがある。
インテリアはFIA承認のロールケージ、シングルレーシングバケットシート、GT3 Rと共有のカラーディスプレイ、カーボンファイバー製ステアリングホイールが含まれる。車重は合計1,390 kg (3,064 lb) で、80 kg (176 lb) ロードカーのGT2 RSより軽い。
エンジンとトランスミッションはGT2 RSと同じだが、新しい安全機能にはPSMスタビリティーシステムとABSシステムが含まれ、どちらもセンターコンソールにあるロータリーダイヤルによって手動で制御される。GT2 RS クラブスポーツには、ミシュランのスリックタイヤで18インチのセンターロック鍛造ホイールが付属しており、GT3 Rと共有される。クラブスポーツの生産数は200台に制限されている。
SROモータースポーツグループは、2019年7月のスパ・フランコルシャン24時間レース前、GT2 RS クラブスポーツのワンメイクレースが開催されることを発表した。クラブスポーツは1月に開催された、バサースト12時間でトラックデビューした。

## モータースポーツ

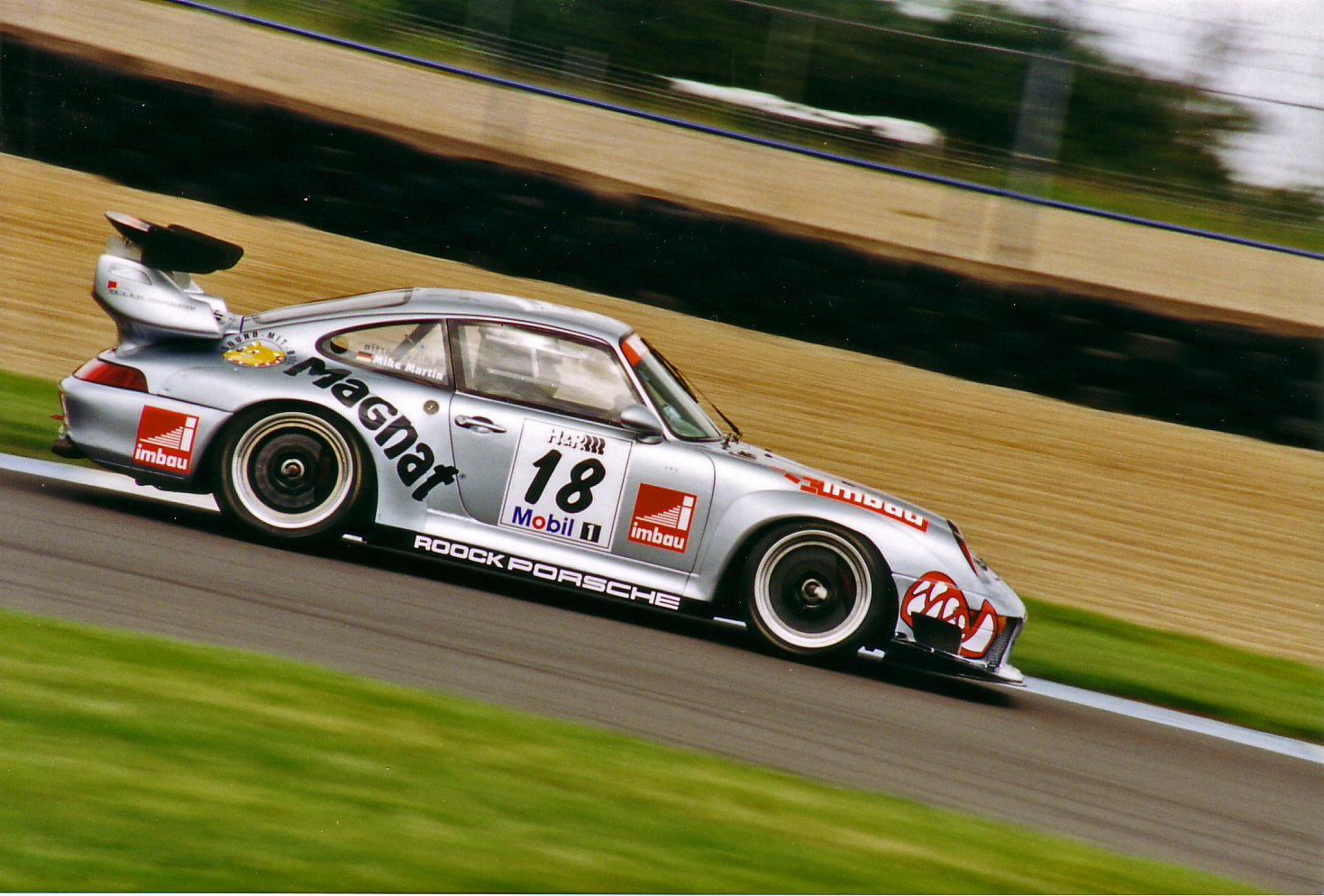
1997年 ドニントンパーク ルーク・レーシング ポルシェ993 GT2

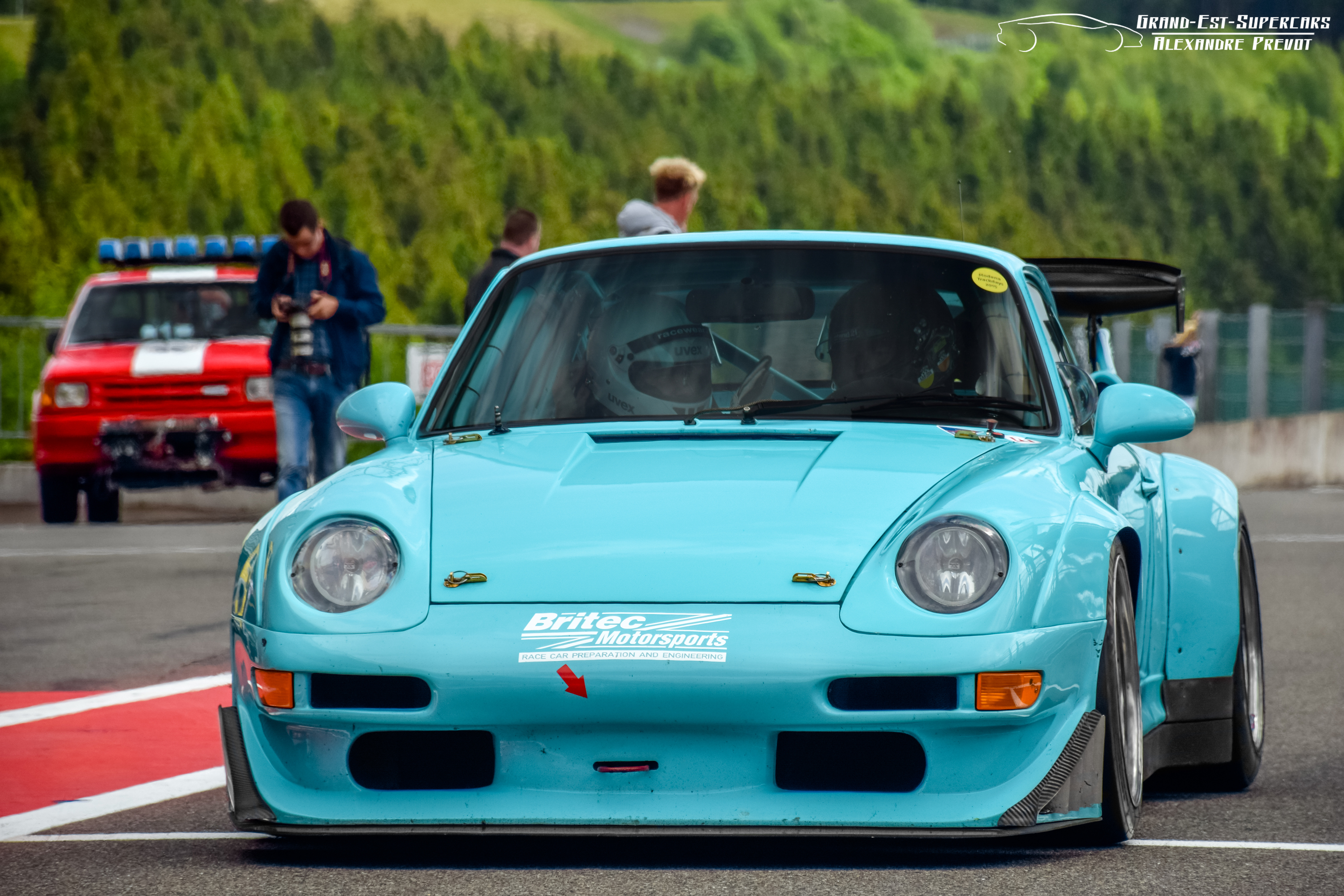
ポルシェ993 GT2 Evo

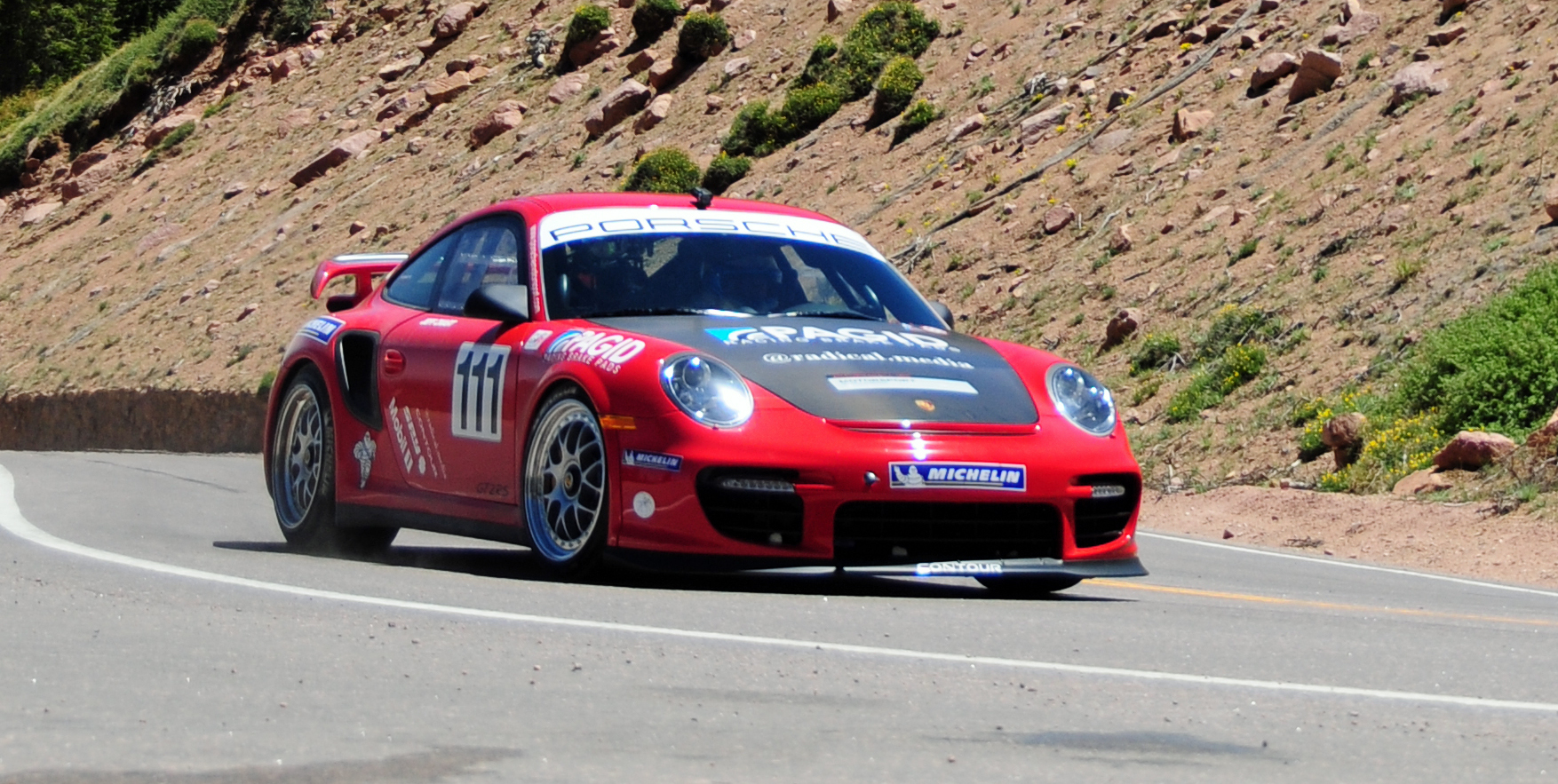
2011年パイクスピーク・インターナショナル・ヒルクライムでのポルシェ997 GT2RS

ポルシェ・911 GT2は、レーシングカーのポルシェ・911ターボから始まる。グループ5の1974年911カレラターボから始まり、グループ4の934（930のレースバージョン）、そして1984年までグループ5とIMSAレースを支配した有名なポルシェ935と続く。1986年にポルシェ961（959のレーシングバージョン）が開発され、AWD、4バルブ、水冷ヘッド（1978年のポルシェ935モビー・ディック、グループCのポルシェ956/962 で使用され、その後959/961で使用された）などの技術開発が飛躍的に進歩した。
1993年、911ターボS LM-GTと名付けた大幅に改造された964ターボを開発した。ポルシェは、高速で信頼性の高い車で、964カレラRSRに代わる車の顧客の需要を考慮して、当時のGT2クラス向けにターボチャージャー付き993 GT2を開発することを決めた。
993 GT2レースカーは、剥ぎとられたインテリア、安全のためのロールケージ、重量を減らしダウンフォースを増やすためのボディワークとウィングの微調整、レーシングスリックタイヤを履く為の幅広のフェンダーを備えた。サスペンションはパフォーマンスを向上させるために変更されたが、エンジンは耐久性のためにわずかに調整された。必要なエアリストリクターを備えたKKKツインターボで、335.7kW (450hp) を発生した。
同時に、ポルシェはGT1クラスでレースができるGT2 Evoも開発した。GT2 Evoはより大型のターボチャージャーの使用し、出力が447.6 kW (600hp) に増加した。その他の変更は、新たにより高い位置にマウントしたリアウィング、GT1クラスで許可されている幅広タイヤを履く為の大きなフェンダー、そしてさらに軽量化した車重は1,100 kg (2,425lb)だった。しかしポルシェは1996年から、911 GT1でレース参戦することにしたため、GT2 Evoは短命だった。GT2とGT2Evoは、BPRグローバルGTシリーズといくつかの国内シリーズで使用された。
1995年の全日本GT選手権にチームタイサンからGT1クラスに参戦。計3勝を挙げ、チームタイトルを獲得した。
1996年のBPRGTにGT2クラスで11戦中7勝した。1996年と1997年のル・マン24時間レースでもLMGT2でクラス優勝した。
1997年に新設されたFIA GT選手権では、クライスラーのワークス支援を受けたオレカの、クライスラー・バイパーGTS-Rと争ったが、911GT2はなんとか4レースで勝利した。
しかし1998年は、911GT2の戦闘力はクライスラー・バイパーGTS-Rを上回る事ができず、1回の勝利しか得られなかった。
1999年、FIA GT選手権のGT2クラスはGTクラスと改称され、多くのクライスラー・バイパーGTS-Rと新規参戦のリスターが加わって圧倒された。しかし、ルーク・レーシングが参戦した911GT2が、デイトナ24時間レースでGT2クラス優勝した。
2000年、排気量を3.8Lに増加したが結果が残せず、プロジェクトへの支援は終了した。代わりにポルシェは同じ年に、911 GT3 Rで新しいN-GTクラスに集中することを選んだ。911GT2は、2004年までプライベートチームによって使用され続けた。
996型のGT2の発売に伴い、いくつかのプライベーターが独自のレーシングバージョンを作成することで911GT2の歴史を継続しようとした。ベルギーのPSIモータースポーツの911Bi-TurboとドイツのA-レベルエンジニアリングの911GT2-Rは、国内シリーズで成功を収めて使用されたが、世界選手権では競争力が無かった。